# Lista utworów Christiny Aguilery

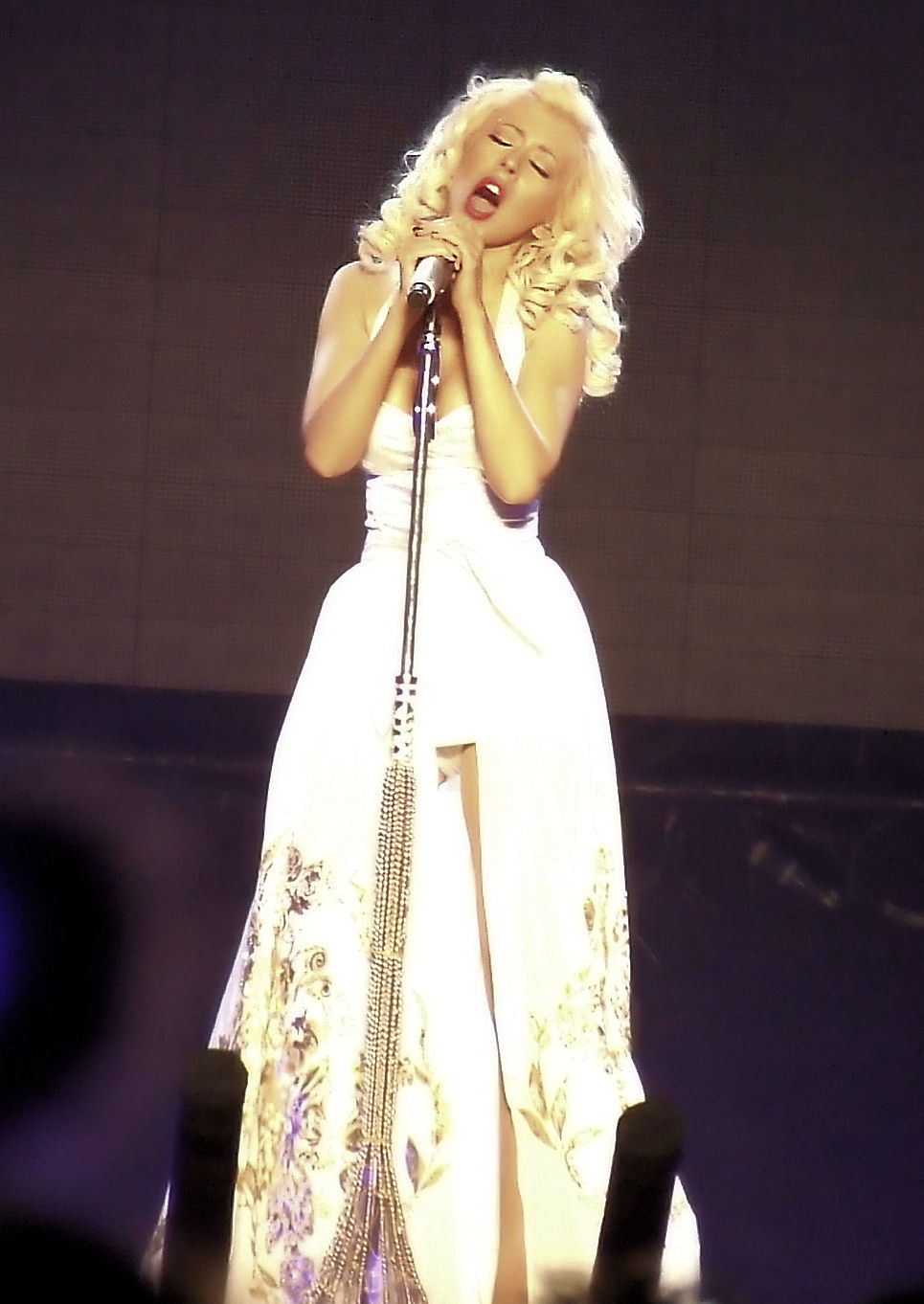
Christina Aguilera wykonuje utwór "Understand", pochodzący z albumu Back to Basics.

Artykuł przedstawia listę utworów nagranych przez amerykańską piosenkarkę Christinę Aguilerę. Lista prezentuje zarówno utwory zawarte na albumach wokalistki, jak i nagrane przez nią efekty współpracy z innymi artystami oraz wszelkie inne single, a także kompozycje, które opublikowane zostały nieoficjalnie lub nie zostały opublikowane w żadnej formie.

## Opublikowane utwory

### Utwory albumowe

#### 1994-1995
- "Believe Me"
- "By Your Side"
- "Dream a Dream"
- "Just Be Free"
- "Just Be Free" (wersja hiszpańskojęzyczna)
- "Make Me Happy"
- "Move It"
- "Our Day Will Come"
- "Running Out of Time"
- "The Way You Talk to Me"

#### 1998
- "Reflection"

#### 1999
- "Blessed"
- "Come on Over Baby (All I Want Is You)" (wersja albumowa)
- "Come on Over Baby (All I Want Is You)" (wersja radiowa)
- "Genie in a Bottle"
- "I Turn to You"
- "Love for All Seasons"
- "Love Will Find a Way"
- "Obvious"
- "So Emotional"
- "Somebody's Somebody"
- "What a Girl Wants" (wersja albumowa)
- "What a Girl Wants" (wersja radiowa)
- "When You Put Your Hands on Me"

#### 2000
- "Angels We Have Heard on High" (featuring Eric Dawkins)
- "Christmas Time"
- "Contigo en la distancia"
- "Cuando no es contigo"
- "El beso del final"
- "Falsas esperanzas"
- "Genio atrapado"
- "Have Yourself a Merry Little Christmas"
- "Merry Christmas, Baby" (featuring Dr. John)
- "Mi Reflejo"
- "Oh Holy Night"
- "Pero me acuerdo de tí"
- "Por siempre tú"
- "Si no te hubiera conocido" (featuring Luis Fonsi)
- "The Christmas Song"
- "These Are the Special Times"
- "This Christmas"
- "This Year"
- "Una Mujer"
- "Ven conmigo (Solamente tú)"
- "Xtina's Xmas"

#### 2001–2002
- "Beautiful"
- "Can’t Hold Us Down" (featuring Lil’ Kim)
- "Cruz"
- "Dirrty" (featuring Redman)
- "Fighter"
- "Get Mine, Get Yours"
- "I'm OK"
- "Impossible"
- "Infatuation"
- "Keep on Singin' My Song"
- "Loves Embrace (Interlude)"
- "Loving Me 4 Me"
- "Make Over"
- "Primer Amor (Interlude)"
- "Soar"
- "Stripped Intro" ("Stripped Pt. 1")
- "Stripped Pt. 2"
- "The Voice Within"
- "Underappreciated"
- "Walk Away"

#### 2003
- "That's What Love Can Do"

#### 2004–2006
- "Ain't No Other Man"
- "Back in the Day"
- "Candyman"
- "Enter the Circus"
- "F.U.S.S."
- "Here to Stay"
- "Hurt"
- "I Got Trouble"
- "Intro (Back to Basics)"
- "Oh Mother"
- "Makes Me Wanna Pray" (featuring Steve Winwood)
- "Mercy on Me"
- "Nasty Naughty Boy"
- "On Our Way"
- "Save Me from Myself"
- "Slow Down Baby"
- "Still Dirrty"
- "The Right Man"
- "Thank You (Dedication to Fans...)"
- "Understand"
- "Welcome"
- "Without You"

#### 2008
- "Dynamite"
- "Genie 2.0"
- "Keeps Gettin' Better"
- "You Are What You Are (Beautiful)"

#### 2010
- "All I Need"
- "Bionic"
- "Birds of Prey"
- "Bobblehead"
- "Bound to You"
- "But I Am a Good Girl"
- "Desnudate"
- "Elastic Love"
- "Express"
- "I Am"
- "I Am (Stripped)"
- "I Hate Boys"
- "Glam"
- "Guy What Takes His Time"
- "Lift Me Up"
- "Little Dreamer"
- "Love & Glamour (Intro)"
- "Monday Morning"
- "Morning Dessert (Intro)"
- "My Girls" (featuring Peaches)
- "My Heart (Intro)"
- "Not Myself Tonight"
- "Prima Donna"
- "Sex for Breakfast"
- "Show Me How You Burlesque"
- "Something's Got a Hold on Me"
- "Stronger than Ever"
- "The Beautiful People"
- "Tough Lover"
- "Vanity"
- "Woohoo" (featuring Nicki Minaj)
- "You Lost Me"

#### 2012
- "Army of Me"
- "Around the World"
- "Best of Me"
- "Blank Page"
- "Cease Fire"
- "Circles"
- "Empty Words"
- "Just a Fool" (featuring Blake Shelton)
- "Let There Be Love"
- "Light Up the Sky"
- "Lotus Intro"
- "Make the World Move" (featuring Cee Lo Green)
- "Red Hot Kinda Love"
- "Shut Up"
- "Sing for Me"
- "Your Body"

#### 2015
- "Anywhere But Here"
- "Shotgun"
- "The Real Thing"

#### 2016
- "Change"

#### 2018
- "Accelerate" (featuring Ty Dolla $ign & 2 Chainz)
- "Deserve"
- "Dreamers"
- "Fall in Line" (featuring Demi Lovato)
- "I Don't Need It Anymore (Interlude)"
- "Liberation"
- "Like I Do" (featuring GoldLink)
- "Maria"
- "Masochist"
- "Pipe" (featuring XNDA)
- "Right Moves" (featuring Keida and Shenseea)
- "Searching for Maria"
- "Sick of Sittin'"
- "Twice"
- "Unless It's with You"

### Współpraca; single charytatywne; inne
- "A Song for You" (featuring Herbie Hancock) (2005)
- "The Addams Family (Theme)" (2021; utwór nagrany na potrzeby filmu Rodzina Addamsów 2)
- "All I Wanna Do" (featuring Keizo Nakanishi) (1997)
- "America" (2017; utwór nagrany na potrzeby filmu Served Like A Girl)
- "Baby, It's Cold Outside" (featuring Cee Lo Green) (2012)
- "Car Wash" (featuring Missy Elliott) (2004; utwór nagrany na potrzeby filmu Rybki z ferajny)
- "Casa de mi padre" ("La casa", 2012; utwór nagrany na potrzeby filmu Casa de mi padre)
- "Castle Walls" (featuring T.I.) (2010)
- "Chris Cox Megamix" (2008)
- "Did Somebody Say HipOpera" (wraz z Latto) (2023)[1]
- "Do What U Want" (featuring Lady Gaga) (2014)
- "El Mejor Guerrero" (2020; utwór nagrany na potrzeby filmu Mulan)
- "El último adiós (The Last Goodbye)" (2001)
- "Fall on Me" (featuring A Great Big World) (2019)
- "Falling in Love Again (Can't Help It)" (2008; utwór nagrany na potrzeby filmu Spirit – duch miasta)
- "Feel This Moment" (feat. Pitbull) (2013)
- "Haunted Heart" (2019; utwór nagrany na potrzeby filmu Rodzina Addamsów)
- "Hello" (2004)
- "I Come Undone" (1998)
- "Hoy tengo ganas de ti" (featuring Alejandro Fernández) (2013)
- "Lady Marmalade" (featuring Lil’ Kim, Mýa & Pink) (2001; utwór nagrany na potrzeby filmu Moulin Rouge!)
- "Loyal Brave True" (2020; utwór nagrany na potrzeby filmu Mulan)
- "Mother" (cover utworu Johna Lennona) (2007)
- "Moves Like Jagger" (featuring Maroon 5) (2011)
- "Nobody Wants to Be Lonely" (featuring Ricky Martin) (2001)
- "Reflection" (2020; utwór nagrany na potrzeby filmu Mulan)
- "Say Something" (featuring A Great Big World) (2013)
- "Somos Novios (It's Impossible)" (featuring Andrea Bocelli) (2006)
- "Steppin' Out with My Baby" (featuring Tony Bennett) (2012)
- "Telepathy" (2016; utwór nagrany na potrzeby serialu The Get Down)
- "Tell Me" (featuring Diddy) (2006)
- "The Blower's Daughter" (featuring Chris Mann) (2012)
- "Tilt Ya Head Back" (featuring Nelly) (2004)
- "We Remain" (2013; utwór nagrany na potrzeby filmu Igrzyska śmierci: W pierścieniu ognia)
- "What Child Is This" (1992)
- "What's Going On" (Artists Against AIDS Worldwide) (2001)

## Nieopublikowane utwory
- "Canción Para Olvidar"[2]
- "Climb Every Mountain" (utwór nagrany na album My Kind of Christmas)[3]
- "Girl Like Me"[4]
- "Dolores"[5]
- "Let It Go"[6]
- "La Loca"
- "Lolita"[7]
- "Lonely Heart" (odrzut z albumu Liberation)
- "Mind Control"
- "Nasty" ("(I Wanna Get) Nasty", featuring Cee Lo Green, utwór nagrany na album Burlesque: Original Motion Picture Soundtrack)[8]
- "Search the World"[9]
- "Segura"
- "Silent Night/Noche de paz" (utwór nagrany na album My Kind of Christmas)
- "Tan Emocional" (utwór nagrany na album Mi Reflejo)
- "Teatro"[10]
- "Wonderland"

### Zawarte nab-side'achlub nieoficjalnym albumie fanowskim15 Songs for You(2006)[11]
- "Dame lo que yo te doy" (utwór nagrany na album Stripped)
- "Don't Make Me Love You ('Til I'm Ready)" (utwór nagrany na album Christina Aguilera)
- "Dreamy Eyes" (utwór nagrany na album Christina Aguilera)
- "I Will Be" (utwór nagrany na album Stripped)
- "Too Beautiful for Words" (utwór nagrany na album Christina Aguilera)
- "We're a Miracle" (utwór nagrany na album Christina Aguilera)

### Utwory, które nie są dostępne w żadnej formie
- "8 Track" (utwór domniemanie nagrany na album Stripped)[12][13]
- "Adiós"[14]
- "All My Children"[15]
- "At Last"[16]
- "Badass"[17]
- "Beauty Queen"[18]
- "Before You"[19]
- "Behind Every Man There’s a Strong Woman"[20]
- "Behind the Music"[21]
- "Bionic (Intro)" (utwór nagrany na album Bionic)[22]
- "Confessions of a Broken Heart"[23]
- "Diamonds Are a Girl's Best Friend" (utwór nagrany na potrzeby filmu Burleska)
- "Diva" (utwór nagrany na album Lotus)[24]
- "Don’t Cry for Me Argentina" (utwór nagrany na potrzeby filmu Broadway 4D w 2014)[25]
- "Easier to Lie" (utwór nagrany na album Lotus)[26][27]
- "False Pretenses" (utwór nagrany na album Lotus)[28]
- "Find Myself Again"[29]
- "Fly Away"
- "Fuck You, Suck You"[30] (utwór domniemanie nagrany na album Back to Basics)
- "Got to Get It Out"[31][32]
- "Hold Me One Last Time"[33]
- "Home"[34] (utwór nagrany na album Christina Aguilera)
- "Hunger (Interlude)" (utwór nagrany na album Bionic)[22]
- "I Am Not Alone"[35]
- "I Know You Are Listening"[36]
- "I Will Never Forget U" (utwór nagrany na album Bionic)[37][22]
- "I’m Not Playing Caiaphas"[38]
- "Jump In"[39] (utwór nagrany na album Christina Aguilera)
- "Kimono Girl" (utwór nagrany na album Bionic)[37][22]
- "Let's Find Out" (utwór nagrany na album Lotus)[40]
- "Listen Up" (utwór nagrany na album Bionic)[37][22]
- "Lost (Interlude)" (utwór nagrany na album Bionic)[22]
- "Mad About You"
- "Make Up" (feat. R. City; utwór nagrany na album What Dreams Are Made Of około roku 2015)[41]
- "Mirror"[42]
- "My So Called Life"[43]
- "Night Desires" (featuring Goldfrapp) (utwór nagrany na album Bionic)[37][22]
- "Powerful" (utwór nagrany na album Bionic)[22]
- "React"[44]
- "Rhode Ideas" (utwór domniemanie nagrany na album Stripped)[12][13]
- "So What You Got" (utwór nagrany na album Bionic)[37][22]
- "The Shit" ("The *Beep*" aka "Tha Shit", utwór domniemanie nagrany na album Stripped)[12][13]
- "Thinking of You"[45][46][32]
- "Under Her Spell" (utwór domniemanie nagrany na album Stripped)[12][47][13]
- Duet nagrany z Pink ok. 2017 roku (tytuł nieznany)[48]